# 도키와촌 (지바현)
도키와촌(常磐村)은 지바현 가토리군에 일찍이 존재했던 촌이다.

## 지리
- 현재의 다코정에 해당한다.
- 마을 지역은 고원과 평지가 뒤섞인 골짜기가 많은 지형이다.

## 역사
- 1889년 4월 1일 - 정촌제 시행에 수반해 가토리군 도키와촌이 성립하였다.
- 1954년 3월 31일 - 나카촌, 구가촌과 함께 다고정에 합병해, 도키와촌은 소멸하였다.

## 참고문헌
| 1891년 | 2,253 |
| 1935년 | 3,059 |
| 1954년 | 3,630 |

- 角川日本地名大辞典編纂委員会『가도카와 일본 지명 대사전 12 千葉県』、가도카와 쇼텐、1984年 ISBN 4-04-001120-1
- 日本加除出版株式会社編集部『全国市町村名変遷総覧』、日本加除出版、2006年、ISBN 4-8178-1318-0